# アルブフェイラ
アルブフェイラ （Albufeira [alβuˈfɐjɾɐ] ( 音声ファイル)）は、ポルトガル、ファーロ県の基礎自治体。アルブフェイラという地名はアラビア語のal-Buħayra（潟）に由来する。

## 歴史
イスラム侵攻以前のアルブフェイラについては知られていない。イスラム教徒が支配した時代、岩だらけの崖の上には城があり、村落を壁が取り巻いていた。1250年、ポルトガル王アフォンソ3世がアルブフェイラを占領し、アヴィシュ騎士団へ与えた。1504年にはマヌエル1世から憲章が与えられた。1755年11月、ポルトガルを襲ったリスボン大地震が村を破壊した。低地の村落は津波の後27軒しか残らなかった。生存者たちは町の近くにある教会へ避難したが、大きな本堂が崩落して227人が犠牲となった。19世紀にも住民の苦難は続いた。廃王ミゲル1世を支持する自由主義派ゲリラが、アルブフェイラで政府軍と衝突したのである。
1960年代以降、小さな漁村であったアルブフェイラは、人気の観光地として成長した。最初は国内旅行者であったが、現在はイギリス人旅行者が多数を占める。